# Heinrich Brüssow
Heinrich Wilhelm Brüssow (Bloemfontein, 21 luglio 1986) è un ex rugbista a 15 sudafricano, che giocava nel ruolo di terza linea. A livello internazionale ha rappresentato il Sudafrica in 23 occasioni.

## Biografia
Da sempre nei Free State Cheetahs, vinse con la squadra provinciale la Currie Cup 2006 a pari merito del Western Province, contro cui pareggiò la finale; l'anno successivo fu esordiente in Super Rugby nella franchise dei Central Cheetahs.
Esordì nel 2008 nei test di fine anno, a Twickenham contro l'Inghilterra, nel suo secondo incontro internazionale realizzò una meta contro i British Lions nel loro tour del 2009.
Un infortunio al ginocchio nel 2010 lo tenne lontano dai campi per quasi tutta la stagione e gli rese necessario operarsi due volte in pochi mesi; l'anno successivo, nonostante alcune offerte di altre franchise sudafricane, ha rinnovato l'impegno con i Cheetahs fino al 2013.
Ha fatto parte della selezione degli Springbok alla Coppa del Mondo di rugby 2011.

## Palmarès
- Currie Cup: 1
Free State Cheetahs: 2006